# Новак, Влодзимеж
Влодзимеж Новак (пол. Włodzimierz Nowak; 8 января 1942 — 16 марта 2022) — польский актёр театра, кино, радио и телевидения.

## Биография
Влодзимеж Новак родился в Лодзи. Актёрское образование получил в Киношколе в Лодзи, которую окончил в 1965 году. Дебютировал в кино в 1960, в театре в 1965 году. Актёр театров в Калише (Театр имени Богуславского 1965—67), во Вроцлаве (Современный театр 1967), Варшаве («Комедия» 1968—74, «Квадрат» 1974—89). Выступал в спектаклях «театра телевидения» (в 1967—1987 годах) и в радиопередачах «Польского радио».

## Избранная фильмография
- 1960 — Цветные чулочки / Kolorowe pończochy
- 1962 — Комедианты / Komedianty
- 1963 — Час пунцовой розы / Godzina pąsowej róży
- 1964 — Барышня в окошке / Panienka z okienka
- 1970 — Перстень княгини Анны / Pierścień księżnej Anny
- 1971 — Кардиограмма / Kardiogram
- 1971 — Миллион за Лауру / Milion za Laurę
- 1971 — Беспокойный постоялец / Kłopotliwy gość
- 1973 — Большая любовь Бальзака / Wielka miłość Balzaka
- 1973 — Санаторий под клепсидрой / Sanatorium pod klepsydrą
- 1974 — Заколдованный двор / Zaczarowane podwórko
- 1975 — Доктор Юдым / Doktor Judym
- 1980 — Мишка / Miś
- 1986 — Предупреждения (только в 5-й серии)